# 小行星2653
小行星2653（2653 Principia）是一颗围绕太阳公转的小行星。1964年11月4日，印第安纳大学在摩根县发现了此天体。
該小行星以艾薩克·牛頓的著作《自然哲學的數學原理》命名。
这颗小行星的绝对星等为316.8868442920124等。